# Калдеду (Сасари)
Калдеду је насеље у Италији у округу Сасари, региону Сардинија.
Према процени из 2011. у насељу је живело 40 становника. Насеље се налази на надморској висини од 283 м.